# Masis Voskanian
Masis Voskanian (arménien : Մասիս Ոսկանյան), est un footballeur international arménien, né le 11 juillet 1990 à Abovyan. Il possède également la nationalité belge.

## Biographie
En 2009, il commence à jouer pour le Club Bruges KV, un club belge, mais il n'y restera pas très longtemps puisqu'il se joindra dès l'année suivante au KSV Roulers. Il a joué deux matchs internationaux avec l'Arménie.

## Carrière
| Saison    | Club           | Pays               | Championnat       | Coupes nationales | Coupes continentales | Sélection |
| --------- | -------------- | ------------------ | ----------------- | ----------------- | -------------------- | --------- |
| 2009-2010 | Club Bruges KV | Jupiter Pro League | -                 | -                 | -                    | -         |
| 2010-2011 | KSV Roulers    | Division 2         | 21 matchs         | 2 matchs          | -                    | -         |
| 2011-2012 | KSV Roulers    | Division 2         | 22 matchs         | 1 match           | -                    | 1 match   |
| 2012-2013 | KSV Roulers    | Division 2         | 15 matchs / 1 but | 1 match           | -                    | 1 match   |
| 2013-2014 | KSV Roulers    | Division 2         | 26 matchs         | -                 | -                    | -         |
| 2014-2015 | Pyunik Erevan  | Division 1         | 13 matchs         | 2 matchs          | -                    | -         |

Dernière mise à jour le 7 décembre 2014

## Palmarès
- Championnat d'Arménie : 2015
- Coupe d'Arménie : 2015